# Veveno
 (juillet 2017).
La rivière Veveno est située dans le Soudan du Sud près des Monts Imatong. Elle fait partie de la Litilla (en), qui rejoint le sud-ouest de Pibor.